# Parti communiste roumain
Pour les articles homonymes, voir PCR.

Drapeau du Parti communiste roumain.

Le Parti communiste roumain (en roumain : Partidul Comunist Român, PCR) est un parti communiste en Roumanie.

## Généralités
Illégal durant deux décennies au début de son existence, et ne dépassant pas un millier de membres, il émergea comme la force dominante du paysage politique roumain après la Seconde Guerre mondiale. Le Parti communiste roumain fut le parti unique au pouvoir durant la dictature communiste, atteignant vers la fin près de trois millions de membres (15 % de la population roumaine).
Le régime politique totalitaire d'inspiration marxiste-léniniste qu'il mit en place était caractérisé par,, :
- sur le plan politique, la position constitutionnelle de jure du Parti communiste roumain comme « parti unique et organe dirigeant de l’état », interdisant de facto la constitution d’associations, syndicats ou autres structures sociales indépendantes du pouvoir, et imposant un courant de l’autorité et de légitimité » (souveraineté), allant du sommet (le Comité Central) vers la base (les autres structures du Parti, les citoyens)… ;
- sur le plan logistique, la présence massive de la police politique « Securitatea » dans la société, active par la censure, l’écoute aléatoire et sans aucun contrôle juridique des conversations téléphoniques, l’ouverture du courrier, le quadrillage territorial, institutionnel et professionnel systématique du pays, la pratique courante d’arrestations arbitraires, de tortures en cours d’interrogatoire et d’internement psychiatrique et de déportation des citoyens arrêtés, avec ou sans « jugement », dans les camps de travail forcé comme ceux de la steppe du Bărăgan… ;
- sur le plan économique, une stricte planification d’état, ne touchant pas seulement les orientations macro-économiques et au commerce international, mais aussi tous les aspects de la production, de la distribution et de la consommation, au mépris des ressources disponibles, des possibilités techniques, de l'environnement et des besoins de la population, interdisant toute forme d’autogestion et induisant des inégalités entre la bureaucratie du Parti et de l'État qui disposait d’un niveau de vie élevé, et le reste de la population confronté à une pénurie permanente d’énergie, de denrées, de produits finis et de services (ce qui encourageait le développement d’une économie informelle, mais spéculative)… ;
- sur le plan social, un strict contrôle des activités culturelles, des médias et des droits des citoyens roumains à l’opinion, à l’expression et au déplacement (nécessitant des autorisations et divers visas préalables pour changer d’emploi, de domicile, de résidence à l'intérieur du pays, et encore plus pour voyager hors du pays, et surtout dans les pays non communistes).

Ainsi, le Parti communiste roumain a tourné le dos à l'idéal communiste dont il se réclamait : deux dictons populaires de l'époque de la dictature communiste étaient que « PCR » signifiait pile, combinații, relații soit « piston, magouilles, relations », et que dans ce régime, toutes les briques de l'édifice sont théoriquement égales, mais pratiquement celles d'en bas doivent supporter le poids de celles d'en haut,.
Le communisme au pouvoir en Roumanie a pris trois formes d'État, correspondant à trois constitutions :
- entre mars 1945 et décembre 1947, les trois dernières années du royaume de Roumanie sous occupation soviétique ;
- la République populaire roumaine (Republica Populară Romînă ou RPR) de 1947 à 1965.
- la république socialiste de Roumanie (Republica Socialistă România ou RSR) de 1965 à 1989.

Ce régime politique a été dirigé par trois générations de communistes :
1. celle de la « revanche » (sur la société démocratique bourgeoise antérieure, mais aussi sur le fascisme), phase violente de terreur rouge, d'arrestations massives, où les minorités du pays étaient majoritaires au Parti ;
2. celle de la « normalisation », phase de développement de la nomenklatura, où les opportunistes issus de la classe ouvrière, urbaine ou rurale, font carrière, marginalisent les camarades issus des minorités (dont beaucoup quittent le pays, voire sont purgés par les nouveaux dirigeants) et portent le Parti à trois millions de membres ;
3. celle du « national-communisme », régime à la fois répressif et nationaliste d'inspiration néostalinienne et nord-coréenne qui se traduit par une accentuation de la misère populaire, un refus de la perestroïka et une coupure entre les « conservateurs » du régime et les « réformateurs », qui aspirent à en finir avec le communisme et s'appuient sur Mikhaïl Gorbatchev et la France pour renverser Ceaușescu en 1989. Après quoi, « conservateurs » et « réformateurs » font à nouveau bloc au sein du FSN (Frontul Salvării Naționale, Front de salut national) et gardent le pouvoir jusqu'en 1996, le temps de s'assurer le contrôle de l'économie du pays.

À la « libération de 1989 », le Parti communiste roumain se dissout durant un an : 95 % de ses membres ne renouvelèrent pas leurs adhésions, tandis qu'environ 150 000 rejoignirent d'autres partis, notamment le Front de salut national devenu ultérieurement le Parti de la Démocratie Sociale d'Ion Iliescu et Petre Roman), qui hérita des biens, de la logistique et des organisations du Parti communiste. Une minorité d'anciens membres constitua en novembre 1990 un « Parti socialiste du travail » (Partidul Socialist al Muncii), devenu en 2003 l'« Alliance socialiste » (Alianța Socialistă) qui reprit en 2010 le nom de « Parti communiste roumain » autour du leader Constantin Rotaru. Toutefois, un autre leader, Petre Ignătencu, considéra l'Alliance socialiste, qu'il jugea « réformiste », comme illégitime en tant qu'héritière idéologique du PCR, et fonda de son côté un autre Parti communiste roumain : il y eut procès autour de ce nom entre les deux formations, et la justice donna raison à la seconde, de sorte que la première s'appelle officiellement « Alternative socialiste » (Alternativa Socialistă). Quoi qu'il en soit, à elles deux, ces formations regroupent environ un millier de membres, soit autant que le PCR d'avant la dictature communiste.

## Histoire

### Création du parti

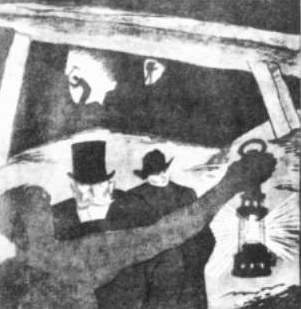
Critique communiste des partis socialistes « réformistes », illustrée en décembre 1922 par Nicolae Tonitza. Le propriétaire de la mine au mineur : « Un socialiste, tu dis ? Mon fils est aussi socialiste, mais il ne fait pas de grève… c'est pourquoi il a déjà son propre capital… ».

Au XIXe siècle, il y avait un « Parti social-démocratique des travailleurs de Roumanie » (interdit en 1899) auquel succéda au XXe siècle un éphémère « Parti social démocratique de Roumanie » (1910-1916), dissout dès son troisième congrès, la veille de l'entrée de la Roumanie dans la guerre, parce que son aile gauche, maximaliste et révolutionnaire, voulait s'affilier au Komintern, tandis que l'aile droite, modérée et réformiste, voulait maintenir un cap social-démocrate. La majorité des membres choisit une voie moyenne : les plus modérés des social-démocrates (partisans de l'économie de marché, simplement réglementée) quittent le parti et refonderont un Parti Social-Démocratique en 1927, tandis que les autres (partisans de la mise en commun des moyens de production) forment un Parti socialiste de Roumanie. En 1921, après que ce Parti socialiste a envoyé une délégation en Russie bolchévique un groupe de modérés (comprenant Ioan Flueraș, Iosif Jumanca, Leon Ghelerter et Constantin Popovici) est expulsé du parti en mai 1921 par la fraction bolchévique (adepte de moyens coercitifs et violents) qui prend le contrôle du parti, alors renommé « Parti socialiste-communiste » (en roumain : Partidul Socialist-Comunist) et peu après « Parti communiste de Roumanie » (en roumain : Partidul Comunist din România ou PCdR).
La majorité des membres n'accepte pas cette prise de contrôle et 38 000 membres sur 40 000 démissionnent pour rejoindre d'autres groupements socialistes, (selon d'autres sources ce sont 39 500 qui auraient quitté le parti,) et à la fin de la Seconde Guerre mondiale, le PCdR comptait environ 1 000 membres,.
Le parti communiste n'eut à ses débuts que très peu d'influence sur la Roumanie, où affluaient les réfugiés de Russie bolchévique, témoins des horreurs de la guerre civile russe et de la collectivisation forcée puis de la Holodomor et des déportations, de sorte que le PCdR était surtout perçu, par ceux qui en avaient connaissance et par les autorités, comme un groupe d'agents à la solde de la Russie bolchévique. Par ailleurs, l'industrie n'étant que peu développée, la classe ouvrière, réputée plus ouverte à de telles idées, était peu nombreuse, alors que la population agricole formait plus de 80 % des Roumains, restait très religieuse et aspirait à la propriété. De leur côté, si la plupart des intellectuels étaient réceptifs au Marxisme, ils étaient effrayés par la politique des Bolchéviks en Russie, pays voisin. C'est pourquoi l'État parvint à interdire le parti, le poussant dans la clandestinité et limitant ainsi ses activités. Enfin, la ligne communiste « anti-nationale » déclarée dans les années 1920 et supervisée par le Komintern, qui demandait le démantèlement de la Grande Roumanie à peine formée (considérée par les communistes comme une entité coloniale « occupant illégalement » la Transylvanie, la Dobrogée, la Bessarabie et la Bucovine), heurtait l'identité même des Roumains, qui estimaient au contraire s'être libérés du colonialisme impérial austro-hongrois et russe, de sorte que plus de la moitié des mille membres du PCdR étaient issus des minorités nationales,,,,,, ce qui lui conféra une image de « parti étranger » : entre 1924 et 1944, aucun de ses secrétaires généraux ne fut d'origine roumaine. Dans la Roumanie de l'entre-deux-guerres, 30 % de la population faisaient partie d'une minorité, dont une grande partie juive, hongroise et allemande,
En 1924, le Komintern, pour contester la souveraineté roumaine sur la Bessarabie, organisa l'opération Bessarabie rouge: des brigades rouges formées de jeunes volontaires locaux, appartenant au prolétariat ou étudiants, et issus des minorités, armés par des chaloupes soviétiques via le Dniestr et le liman du Conduc, s'emparèrent des mairies de Hotin, Tighina et Tătărești, y proclamèrent une « république soviétique moldave » et y soutinrent le siège des gendarmes roumains, croyant, comme on le leur avait promis, que l'Armée rouge viendrait les soutenir ; quelques-uns furent tués (ils tuèrent aussi des gendarmes), la plupart finirent en prison, certains purent fuir en URSS où ils disparurent, mais le but des bolchéviks était atteint : « prouver » au monde que la Roumanie n'est qu'un État impérialiste et répressif,,,. La même année, une République autonome socialiste soviétique moldave est établie dans les frontières de l'Union soviétique, en Ukraine.
Au même moment, la gauche de l'échiquier politique roumain était « agrarienne » (en roumain : țărănism, ou poporanism) : une idéologie originale partiellement influencée par celle des Narodnikis, qui représentait les aspirations de la classe paysanne, formulées par le Parti national paysan de Ion Mihalache:
- le coopérativisme (promotion des coopératives agricoles autogérées, comprenant aussi des foyers ruraux, des écoles, des dispensaires) ;
- liberté religieuse ;
- jacobinisme administratif (état centralisé avec des départements de statut égal, une seule langue d'état: le roumain)
- maintien du statu quo territorial de l'après 1918 (Grande Roumanie).

Une forme d'« agrarianisme » plus socialiste, non nationaliste et laïque, était issue des idées du socialiste Constantin Dobrogeanu-Gherea.
L'« agrarianisme » rejetait la violence du léninisme et c'est pourquoi le PCdR s'y opposait fermement, le considérant comme aussi réactionnaire que les idéologies libérales.
Jusqu'à la fin de la Seconde Guerre mondiale, les membres d'origine ethnique roumaine du PCdR étaient en minorité dans le parti, et c'étaient pour la plupart, des personnes « connues des services de police » comme Nicolae Ceaușescu, car les idées légitimant la violence révolutionnaire ne trouvaient un terrain favorable que dans les catégories sociales ou ethniques marginalisées dans la société bourgeoise et rurale roumaine. Nicolae Iorga disait du PCdR que c'était « une secte d'intellectuels minoritaires frustrés et de voyous en quête de légitimité ».

### Parti communiste de Roumanie (1921-1948)

#### Komintern et «aile interne»
Peu de temps après sa création, la direction du PCdR a été accusée par les autorités d'être impliquée dans l'attentat à la bombe de Max Goldstein contre le Parlement roumain ; ses principaux dirigeants dont le secrétaire général Gheorghe Cristescu, furent poursuivis dans le procès de Dealul Spirii. Constantin Argetoianu, ministre de l'Intérieur dans les cabinets d'Alexandru Averescu, de Take Ionescu, et de Ion I. C. Brătianu, assimilant l'adhésion au Komintern à une forme de trahison au profit de l'URSS, dirigea la première vague de répression, et plusieurs activistes communistes (y compris Leonte Filipescu) furent abattus pendant leur garde à vue, sous prétexte de tentative d'évasion. Lors de l'amnistie accordée au PCdR par le roi Ferdinand, Argentoianu affirma qu'« il n'y avait plus de communisme en Roumanie ».
Le PCdR ainsi décapité fut représenté au Komintern par une délégation d'activistes qui avaient fui en Union soviétique à différents moments (les groupes roumains à Moscou et à Kharkiv furent à l'origine d'une « aile moscovite » dans les décennies suivantes),. Le parti interne ne survécut qu'en tant que groupe clandestin après avoir été mis hors la loi en avril 1924 sous le gouvernement Brătianu par la loi Mârzescu (nommée d'après le ministre de la justice Gheorghe Gh. Mârzescu) ; des sources du Komintern indiquent qu'en 1928 environ, les liens du PCdR avec ses superviseurs soviétiques s'étaient détériorés au point qu'en 1925, Cristescu s'opposa à la non-reconnaissance par l'URSS et par le Komintern des frontières de la Roumanie, motivant son exclusion du parti,.
En 1931, au cinquième congrès du parti, l'aile « moscovite » (dont très peu de membres étaient d'origine roumaine) reprit en main le PCdR, Joseph Staline remplaçant la direction du parti dans son entier, y compris son secrétaire général Vitaly Holostenko, nommant à sa place Aleksandr Danieliouk-Stefanski, alors membre du Parti communiste de Pologne,.
Sous le contrôle du Komintern, l'aile interne, restée en Roumanie, commença à se réorganiser pour devenir un réseau conspiratif plus efficace. Après la Grande Dépression, la situation se dégrada en Roumanie et la crise économique accentua les oppositions politiques et les extrémismes, tel celui de la Garde de fer d'inspiration fasciste. Une série de grèves infiltrées (et parfois provoquées) par l'aile interne du PCdR eut des succès relatifs, mais ne se traduisit pas par des adhésions d'ouvriers, en raison de leur manque d'attrait pour la violence du système soviétique, connu en Roumanie par les nombreux témoignages des réfugiés fuyant la terreur rouge, la famine et la répression (accueillis en Roumanie sous l'égide de l'Office international Nansen pour les réfugiés) et dénoncé même par des sympathisants communistes comme Panaït Istrati. Après que la grève d'envergure de Grivița n'ait suscité que de trop rares adhésions, un groupe autour de Gheorghe Gheorghiu-Dej obtint de Staline que la direction du PCdR soit revue et confiée à davantage de camarades issus de la classe ouvrière roumaine,.
En 1934 la doctrine du Front populaire de Staline n'avait pas encore convaincu le PCdR, en raison de la politique extérieure de l'Union soviétique (revendiquant la Bessarabie à la Roumanie et culminant en 1939 avec le Pacte germano-soviétique) et aussi en raison de la répulsion que d'autres forces de gauche nourrissaient envers le caractère autoritaire du Komintern,. Cependant, les communistes tentèrent à plusieurs reprises de parvenir à un consensus avec d'autres groupes (en 1934-1943, ils établirent des alliances avec le Front des laboureurs, l'Union populaire hongroise et le Parti des paysans socialistes), et de petits groupes communistes devinrent actifs dans les sections de gauche des partis du centre. Lors des élections de 1937, ils soutinrent Iuliu Maniu et le Parti paysan contre le roi Carol II et contre le gouvernement de Gheorghe Tătărescu (qui avait intensifié la répression contre les groupes communistes), se retrouvant ainsi dans une situation paradoxale lorsque la Garde de fer signa à son tour un pacte électoral avec Maniu ; l'historiographie ultérieure expliqua la participation communiste à cette coalition hétéroclite par le refus des sociaux-démocrates de collaborer avec le PCdR.

#### Déclin de la fin des années 1930
Dans les années suivant les élections, le PCdR entra dans une phase de déclin, coïncidant avec la tournure de plus en plus autoritaire (tant contre les communistes, que contre les fascistes) prise par le régime du roi Carol à partir du procès de 1936 contre Ana Pauker et d'autres leaders communistes à Craiova,. Les journaux considérés comme associés au PCdR ou à la garde de Fer furent interdits, et toutes les personnes suspectées d'activisme dans ces deux organisations furent arrêtées pour « activités séditieuses » et parfois jugées et détenues (pour les communistes, à la Prison de Doftana),. La Sûreté infiltra probablement la petite aile intérieure du PCdR dont les ressources financières étaient assurées par l'Union soviétique ou collectées par ses nombreuses organisations satellites (« Secours rouge », « mouvement pour la paix », brigades roumaines du côté républicain espagnol durant la guerre d'Espagne, syndicats) ; en 1939, les actions de la Sûreté les avaient tellement taries, que les filières durent transiter par des organisations d'obédience soviétique en France et en Tchécoslovaquie.
En conséquence, le comité exécutif du Komintern enjoignit aux communistes roumains de pratiquer l'entrisme au Front de la Renaissance Nationale (Frontul Renașterii Naţionale - FRN), nouveau parti unique de la dictature carliste, et de tenter d'attirer les membres de ce mouvement vers la cause révolutionnaire.
Jusqu'en 1944, le PCdR comprit une « aile nationale » dite aussi « aile des emprisonnés » car elle passa la guerre en prison (Gheorghe Gheorghiu-Dej et Lucrețiu Pătrășcanu en étaient les leaders informels) et une « aile moscovite » dite aussi « aile des parachutés » dont les membres, réfugiés à Moscou pendant la guerre et employés par le Komintern et le Kominform, ont débarqué d'un avion en Roumanie fin août 1944. Groupée autour de Ștefan Foriș et Remus Koffler, l'« aile moscovite » avait été décimée durent les Grandes Purges : toute une génération de militants de la première heure qui furent tués sur les ordres de Staline, tels Alexandru Dobrogeanu-Gherea, David Fabian, Ecaterina Arbore, Imre Aladar, Elena Filipescu, Dumitru Grofu, Ion Dic Dicescu, Eugen Rozvan, Marcel Pauker, Alexandru Ștefanski, Timotei Marin et Elek Köblös,. Ce fut la mission d'Ana Pauker de reprendre en main et de regrouper les militants survivants (les plus obéissants et les moins critiques) de l'« aile moscovite », désormais seule structure du Parti,.

#### Seconde Guerre mondiale
En juin 1940, aussitôt après la défaite française (la France avait garanti les frontières roumaines le 13 mai 1939), et en application du pacte germano-soviétique, l'URSS occupa la Bessarabie et la Bucovine du nord, tandis que l'Allemagne nazie obligea la Roumanie, par le second arbitrage de Vienne, à céder la Transylvanie du Nord à la Hongrie horthyste et que par les Accords de Craiova, la Bulgarie récupérait la Dobroudja du Sud ; le PCdR, aligné sur la position soviétique et approuvant donc le pacte germano-soviétique se trouva en contradiction avec l'opinion publique,. L'historiographie communiste d'après 1950 affirme sans preuve que le PCdR aurait protesté contre la cession de la Transylvanie du nord à la Hongrie lors du Deuxième arbitrage de Vienne (or les documents du parti témoignant de cette politique datent d'après l'invasion de l'Union soviétique par le Troisième Reich).
Alors que le démembrement de la Roumanie ouvre un boulevard au maréchal Antonescu (auto-proclamé Pétain roumain) et à la Garde de fer, le PCdR, accusé de Trotskisme, fait face à une enquête menée par Georgi Dimitrov et d'autres officiels du Komintern ; en réalité, une partie de ses membres d'origine ouvrière et roumaine, dégoûtés par cette situation, se rallient au régime Antonescu. Inversement, une petite section de l'aile extérieure, restée active en France, refuse le pacte et rejoint la Résistance à l'instar de Joseph Boczov, Gheorghe Gaston Marin et Olga Bancic.
Le régime d'Antonescu ayant rejoint les l'Axe, la Roumanie participe à l'opération Barbarossa. Comme ailleurs en Europe, le Parti communiste sort alors de l'expectative, et, aux côtés des Sociaux-démocrates, du Parti paysan et des libéraux, rejoint la Résistance roumaine. À ce moment tous les dirigeants politiques de l'intérieur sont emprisonnés, la plupart près de Târgu Jiu). En juin 1943, alors que les troupes de l'Axe souffraient de pertes importantes sur le Front de l'Est, le PCdR rejoint le "Bloc national démocrate" (Blocul Național Democrat), groupant l'ensemble des partis opposés à Antonescu, afin de préparer l'ouverture du front roumain, le renversement d'Antonescu et l'entrée en guerre aux côtés des Alliés, contre l'Allemagne. Les tractations durent des mois car le PC milite pour un ralliement sans conditions aux Alliés, tandis que Iuliu Maniu, chef du Parti paysan et Dinu Brătianu, leader du Parti libéral, inquiets des intentions de Staline, veulent d'abord poursuivre les négociations initiées par leur émissaire Barbu Știrbei avec les États-Unis d'Amérique et le Royaume-Uni, dont ils espèrent des garanties pour le rétablissement d'un régime parlementaire. De son côté, Antonescu aussi négocie, directement avec l'URSS, à travers son émissaire Neagu Djuvara, à Stockholm, où il rencontre l'ambassadrice soviétique Alexandra Kollontaï. Par ailleurs, la mission Autonomous du SOE britannique se trouve à Bucarest, en contact avec Bâzu Cantacuzène, un aviateur qui, avec le capitaine américain Gunn, organise l'exfiltration des pilotes alliés abattus en Roumanie,,.
En mars 1944, alors que l'Armée rouge traversait le Prut, la création du Bloc se concrétise, et les bases du futur gouvernement Allié, où le PCdR est désormais certain d'avoir sa place, sont fixées. Des contacts furent pris grâce à Lucreţiu Pătrăşcanu et Emil Bodnăraș, entre le PCdR, les soviétiques, et le roi Michel. Dans ce contexte, Ștefan Foriș, qui était toujours secrétaire général, et qui insistait lourdement sur le retour aux frontières de 1939, fut démis de ses fonctions par la « faction de la prison » (conduite par d'anciens prisonniers de Caransebeș) et remplacé par une troïka formée par Gheorghe Gheorghiu-Dej, Constantin Pârvulescu et Iosif Rangheț, acquis aux exigences soviétiques (céder définitivement la Bessarabie et la Bucovine du nord à l'URSS). Foriș fut discrètement assassiné en 1946,. Selon plusieurs sources l'élimination de Foriș marque une rupture dans la continuité historique entre le PCdR établi en 1921 et ce qui deviendra le parti unique de la Roumanie par la suite,.
Le 23 août 1944, le roi Michel, des officiers de l'armée roumaine, des jeunes militants des partis paysan et libéral, ainsi que des partisans communistes, membres du Bloc national démocrate, renversèrent et firent emprisonner le dictateur Ion Antonescu, qui fut livré aux Soviétiques peu après, conformément à leurs exigences (il fut ramené en Roumanie un an plus tard pour y être jugé pour crimes de guerre et exécuté). Le roi Michel proclama ensuite la restauration de la constitution de 1923, ordonna un cessez-le-feu avec l'Armée rouge sur le front moldave, retira la Roumanie des forces de l'Axe et déclara la guerre à l'Allemagne nazie. Plus tard l'historiographie communiste chercha à réduire l'importance des autres forces et décrivit le coup d'État comme une action du PCdR bénéficiant d'un large soutien populaire.
Le général Constantin Sănătescu fut nommé premier ministre d'un gouvernement de coalition dominé par le Parti paysan et le Parti libéral, mais qui incluait le communiste Pătrășcanu comme ministre de la Justice (premier communiste à détenir un poste ministériel en Roumanie). Le 31 août, l'Armée rouge entre dans Bucarest en alliée, puis jouera un rôle crucial dans l'ascension du Parti communiste vers le pouvoir, puisque les militaires soviétiques dirigeaient de facto la ville et le pays.

#### Opposition entre Sănătescu et Rădescu
Peu après le 23 août, les communistes s'engagèrent dans une campagne extrêmement violente contre le plus grand parti roumain de l'époque, le Parti paysan, et ses chefs Iuliu Maniu et Ion Mihalache, les accusant d'avoir encouragé des violences contre la minorité hongroise dans le nord de la Transylvanie, zone dont le sort ne fut réglé qu'en 1947 au Traité de Paris.
Le parti communiste, engagé dans une campagne massive de recrutement, attira de nombreuses personnes issues de la majorité roumaine, ouvriers et intellectuels, ainsi que d'anciens membres de la Garde de fer,. En 1947, il atteignit 710 000 membres. Quoique désorganisé, divisé entre plusieurs factions et encore très minoritaire,, le PCdR bénéficiait du soutien soviétique et tout le monde pouvait deviner la suite, d'autant qu'il avait désormais une milice paramilitaire, la Défense patriotique (Apărarea Patriotică, remplacée in 1948 par la Securitate, la nouvelle Armée populaire et la Milice). Le PCdR avait aussi une société culturelle, la Société roumaine pour l'amitié avec l'Union soviétique.
À l'initiative du PCdR, le Bloc national démocrate fut dissout le octobre 1944 ; puis les communistes, les sociaux-démocrates, le Front des Laboureurs, le Parti socialiste des Paysans de Mihai Ralea, l'Union populaire hongroise (MADOSZ) et l'Union des patriotes de Mitiță Constantinescu formèrent le Front national démocrate (Frontul Național Democrat FND), qui mena des campagnes contre le gouvernement, revendiquant la nomination d'officiels communistes au nom de la légitimité démocratique, et accusant Sănătescu d'ambitions dictatoriales,,.
Sănătescu démissionna en novembre, mais fut convaincu par le roi Michel de former un second gouvernement qui ne put tenir que quelques semaines. Le général Nicolae Rădescu devint alors premier ministre et nomma Teohari Georgescu au poste de ministre de l'intérieur, ce qui permit l'entrée de communistes dans les forces de l'ordre,. Le Parti communiste lança alors une campagne contre le gouvernement Rădescu, dont le point d'orgue fut une manifestation le 13 février 1945 devant le Palais royal, suivie une semaine plus tard de combats de rue entre les milices communistes de Georgescu et les partisans du Parti paysan à Bucarest,. Le chaos augmentant, Rădescu organisa des élections. Le vice-ministre soviétique des affaires étrangères Andreï Vychinski vint alors à Bucarest pour obtenir du roi la nomination de Petru Groza, sympathisant communiste au poste de Premier ministre, sous la menace d'une action violente de l'Armée rouge contre les étudiants partisans du roi et des partis paysan et libéral,. Le roi Michel, sous la pression des troupes soviétiques qui désarmaient alors l'Armée roumaine et occupaient les installations clés du pays,, céda et renvoya Rădescu, qui, menacé de mort par les milices, s'enfuit hors du pays.

#### PCR: le cabinet duDrPetru Groza
Le 6 mars, Groza prend la tête d'un gouvernement dominé par les communistes et place des membres du PCdR à la tête de l'Armée, des Ministères de l'Intérieur (Georgescu), de la Justice (Lucreţiu Pătrăşcanu), des Communications (Gheorghe Gheorghiu-Dej), de la Propagande (Petre Constantinescu-Iași) et des Finances (Vasile Luca). Les ministres non communistes étaient des sociaux-démocrates ou des membres du Front des Laboureurs, allié traditionnel du PCdR, ainsi que des dissidents des Partis paysan et libéral,.
Les alliés occidentaux refusèrent de reconnaître le gouvernement de Groza à la Conférence de Potsdam, et le roi Michel demanda la démission de ce dernier, qui refusa. Le monarque quitta alors la capitale pour sa résidence d'été à Sinaia et refusa de contresigner (donc de valider) les décrets gouvernementaux et les lois (cette période étant appelée en Roumanie greva regală - "la grève royale"). Après une médiation anglo-américaine, Groza accepta d'inclure des hommes politiques extérieurs à son alliance électorale, nommant deux membres de second rang du Parti libéral (Mihail Romaniceanu et du Parti paysan (Emil Hațieganu), Ministre sans portefeuilles (janvier 1946). À la même époque, le parti de Groza et le PCdR entrèrent publiquement en désaccord quant aux questions agraires, mais les milices et l'Armée rouge surent persuader le Front des Laboureurs d'adopter la position communiste.
Promise par les communistes, la nouvelle réforme agraire devait satisfaire les paysans en respectant la petite propriété privée (qu'ils devaient aux réformes agraires antérieures) : elle leur assura la bienveillance des campagnes,. Les communistes accentuèrent leur contrôle sur le système juridique, notamment par la création de « tribunaux populaires » chargés d'enquêter sur les crimes de guerre et grâce à l'agitprop permanente dans la presse communiste. Durant cette période, la presse et les forums se trouvèrent de plus en plus sous contrôle communiste,. La domination économique, en partie pour répondre aux exigences soviétiques, devint effective grâce aux SovRoms (créés à l'été 1945), qui orientent l'essentiel du commerce roumain vers l'Union soviétique,.
Le Parti communiste tint sa première conférence en octobre 1945 au Lycée Mihai Viteazul de Bucarest, lors duquel la troïka Gheorghe Gheorghiu-Dej-Constantin Pârvulescu-Iosif Rangheț fut remplacée par une nouvelle direction : alors que Gheorghiu-Dej demeurait secrétaire général, Ana Pauker, Teohari Georgescu et Vasile Luca devinrent les nouveaux leaders du parti, : c'était un net infléchissement « moscovite », mais cette conférence fut aussi l'occasion de changer la dénomination du parti, de « Parti communiste de Roumanie » en « Parti communiste roumain », ce nouveau nom suggérant le souci du parti pour l'intérêt national. Par ailleurs, l'augmentation du nombre de membres, la plus rapide et élevée de tout le bloc de l'Est, représentait un soutien pour Gheorghiu-Dej.

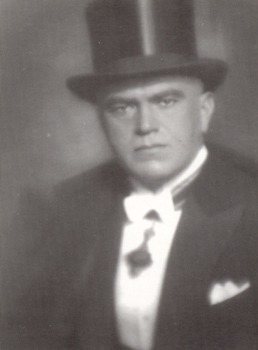
Petru Groza.
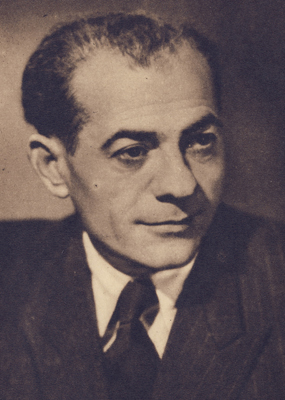
Iosif Kichinevski.
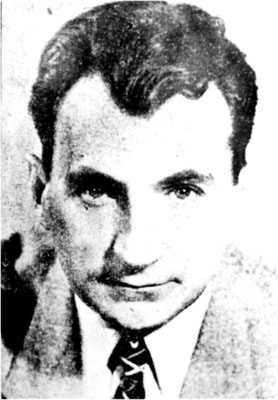
Lucrețiu Pătrășcanu.
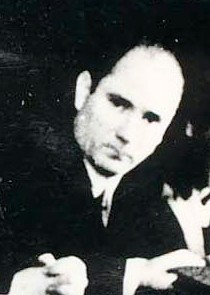
Teohari Georgescu.
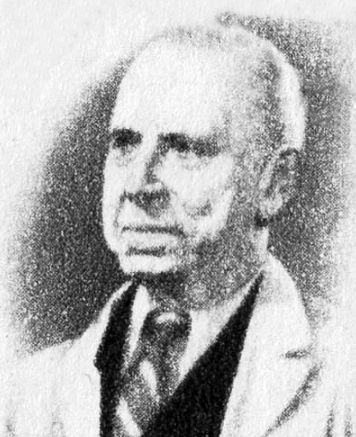
Constantin Ion Parhon.
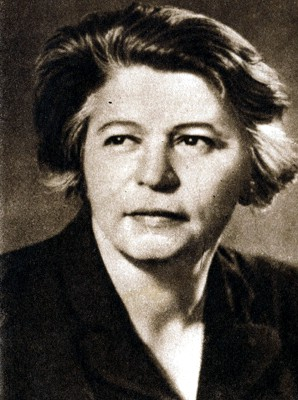
Ana Pauker.
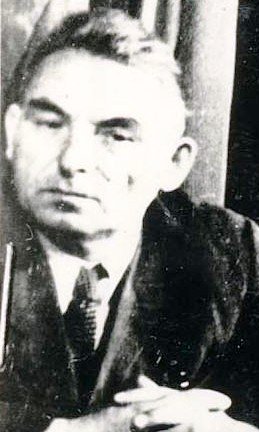
Vasile Luca.

Le contrôle du parti sur les forces de sécurité se révéla efficace : le 8 novembre 1945, lorsque des manifestants de Bucarest se réunirent devant le Palais royal en soutien au roi Michel, toujours « en grève ». Les manifestants durent en effet faire face aux coups de feu des milices, qui tuèrent dix personnes et en blessèrent de nombreuses,.
Le PCR et ses alliés remportèrent les élections législatives du 19 novembre 1946, qui furent entachées de nombreuses fraudes,. Durant les mois suivants le PCR et le Parti paysan s'affrontèrent durement, le dernier se retrouvant anéanti à la suite de l'affaire Tămădău et de la mise en procès de l'intégralité de sa direction,. Le 30 décembre 1947, le pouvoir communiste fut consolidé par l'abdication forcée du roi Michel et la proclamation de la république populaire de Roumanie fermement ancrée dans le bloc de l'Est.

### Parti ouvrier roumain (1948-1965)

#### Fondation
En février 1948, l'entrisme des communistes au Parti social-démocrate leur a permis d'en prendre le contrôle de sorte que le Front ouvrier uni (Frontul Unic Muncitoresc) est de facto un parti communiste, d'autant que le groupe réticent de Constantin Titel Petrescu en avait été exclu dès mars 1946. Le « Front Uni » devient alors le Parti Ouvrier Roumain (Partidul Muncitoresc Român, PMR). Dans les prisons, les détenus de droit commun, dont l'appartenance au sous-prolétariat en fait des citoyens « socialement proches du prolétariat », ont eu le choix entre un séjour en camp de rééducation par le travail (équivalent roumain du Goulag soviétique, surtout dans la plaine du Bărăgan et au chantier du Canal Danube-Mer Noire, à la mortalité très dissuasive) ou « servir les intérêts la classe ouvrière » en acceptant le « centralisme démocratique » par leur adhésion au PCR ou par leur enrôlement dans les « organes de sécurité de l'état » (réorganisés en 1949). Ainsi renforcé, le parti communiste les utilise pour la « lutte des classes au jour le jour », c'est-à-dire pour intimider, molester ou même tuer (un accident de la route peut arriver) les candidats des autres partis politiques aux élections législatives truquées de 1948, où le PCR est grossi de tous les sociaux-démocrates craignant de se retrouver « du mauvais côté de la barrière dans la lutte des classes ». Tandis que le Front des laboureurs et le l'Union populaire hongroise s'« auto-dissolvent » en 1953, le Partidul Muncitoresc Român (PMR) devient un parti unique qui gardera cette dénomination jusqu'en 1965, année où il tombera le masque pour revenir à sa dénomination d'origine,.

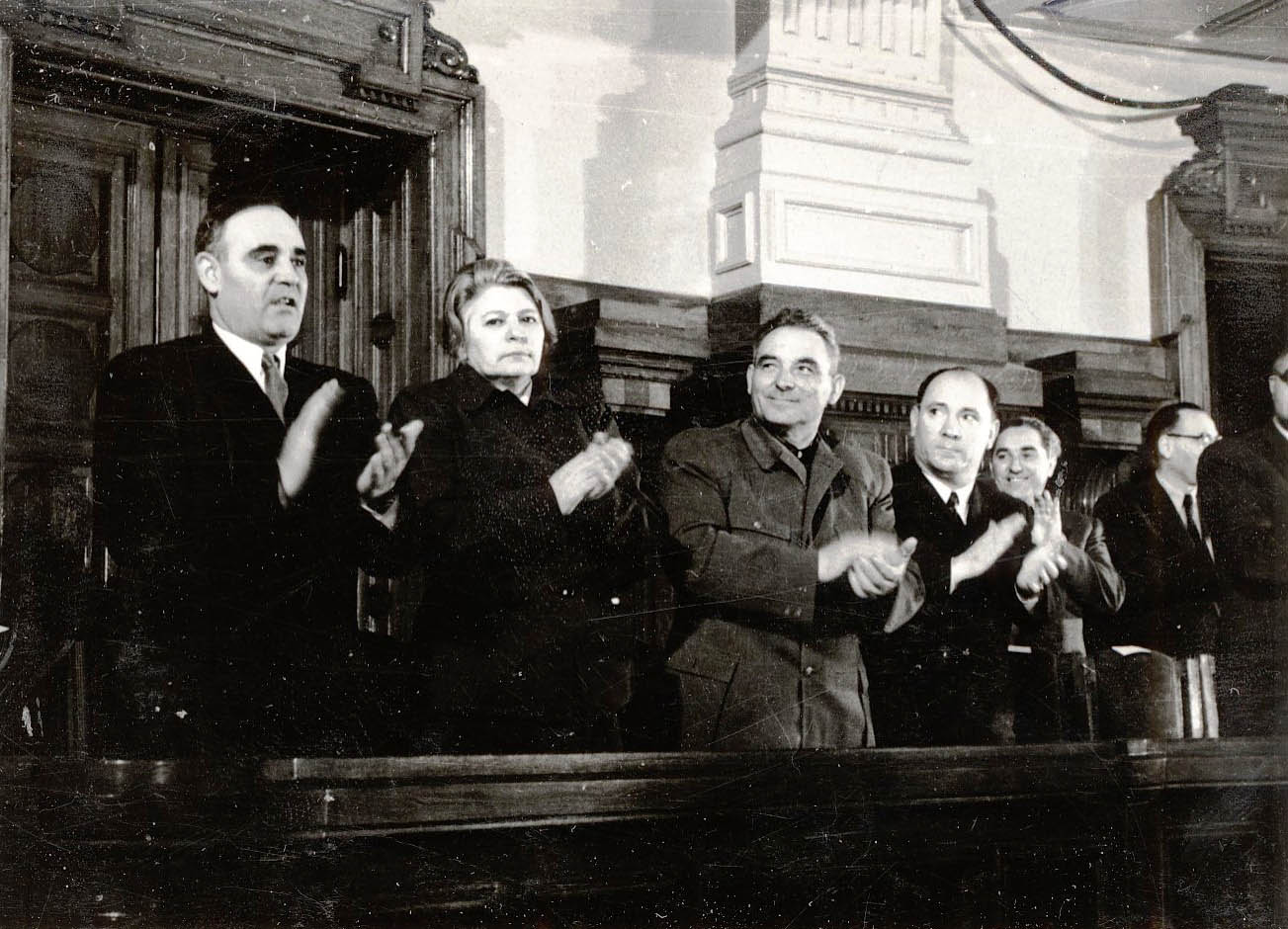
Gheorghe Gheorghiu-Dej, Ana Pauker, Vasile Luca, Teohari Georgescu et Valter Roman en 1951.

Une nouvelle série de changements économiques suit : la Banque nationale de Roumanie passe sous contrôle total de l'État en décembre 1946, et, après une massive dévaluation du leu roumain, une réforme monétaire surprise est imposée comme « mesure de stabilisation » en août 1947 (condamnant la classe moyenne à une paupérisation massive) ; le PCR condamne et refuse le Plan Marshall, tandis que les nationalisations et la planification centralisée de l'économie débutent en juin 1948. Le premier plan quinquennal est adopté en 1950, conçu par un comité soviéto-roumain officiellement dirigé par Miron Constantinescu, mais en fait piloté depuis Moscou au service prioritaire des intérêts soviétiques, qui se traduisent par l'« exportation » à très bas prix vers l'URSS de ressources minières, hydrocarbures, machines-outils, bétail sur pied, céréales, salaisons et autres denrées. Parmi les mesures alors adoptées, la collectivisation se traduit par de nombreuses tragédies dans les campagnes (récemment évoquées par le film « Noces muettes » d'Horațiu Mălăele) et suscite des mouvements de Résistance armée. La collectivisation est considérée comme achevée en 1962, 96 % du total des terres arables étant alors inclus des « fermes collectives » (équivalent roumain des kolkhozes), et environ 80 000 paysans faisaient alors face à la justice pour y avoir résisté et 17 000 autres étaient déracinés ou déportés, accusés d'être des chiaburi (l’équivalent roumain des kulaks russes),.

#### Purges internes
De son accession au pouvoir à la mort de Staline, le PMR, comme tout le Bloc de l'Est, obéit servilement aux ordres du Kominform, condamne la politique de Josip Broz Tito en Yougoslavie et procède aux purges demandées par Moscou.

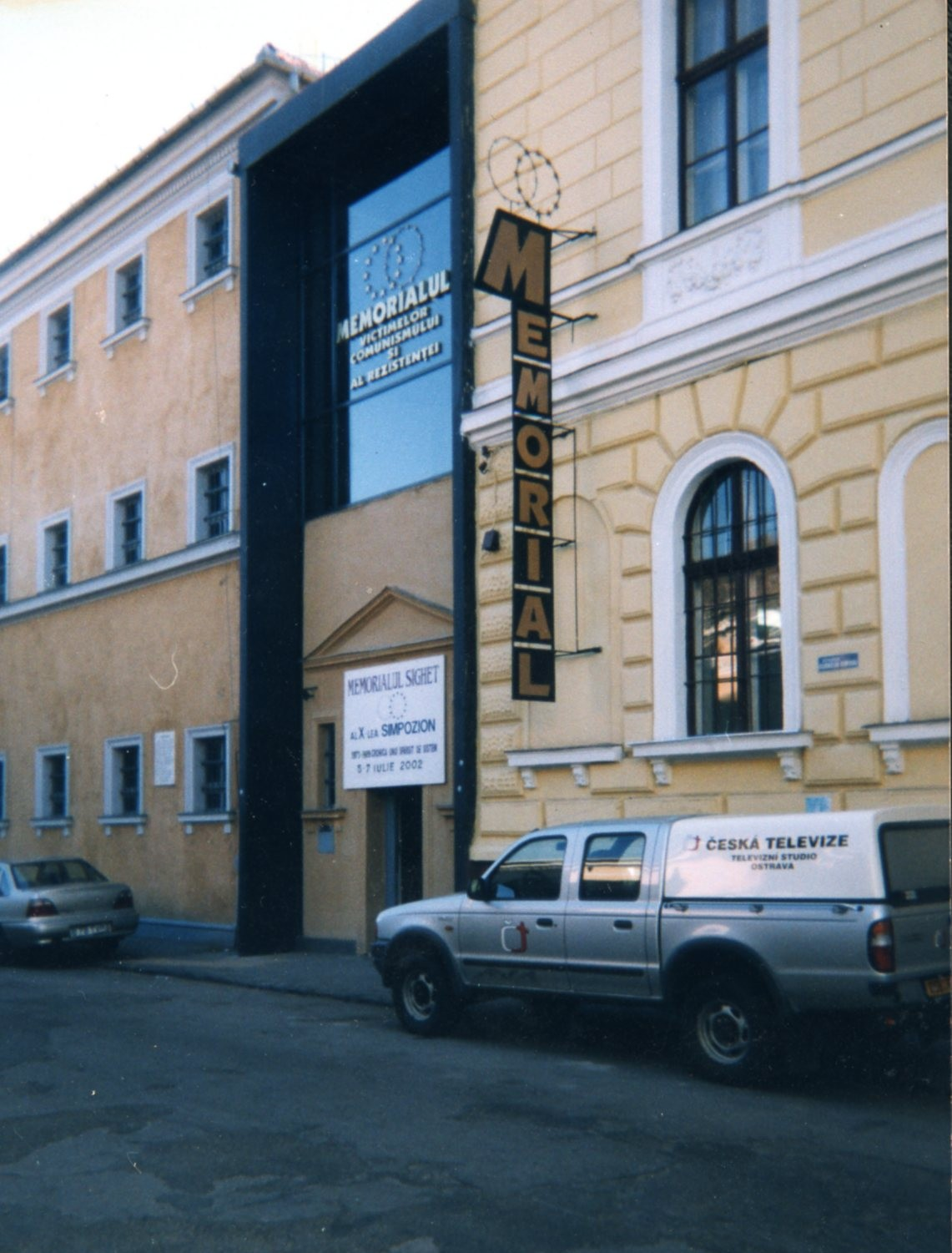
Entrée du Mémorial Sighet musée des victimes du communisme.

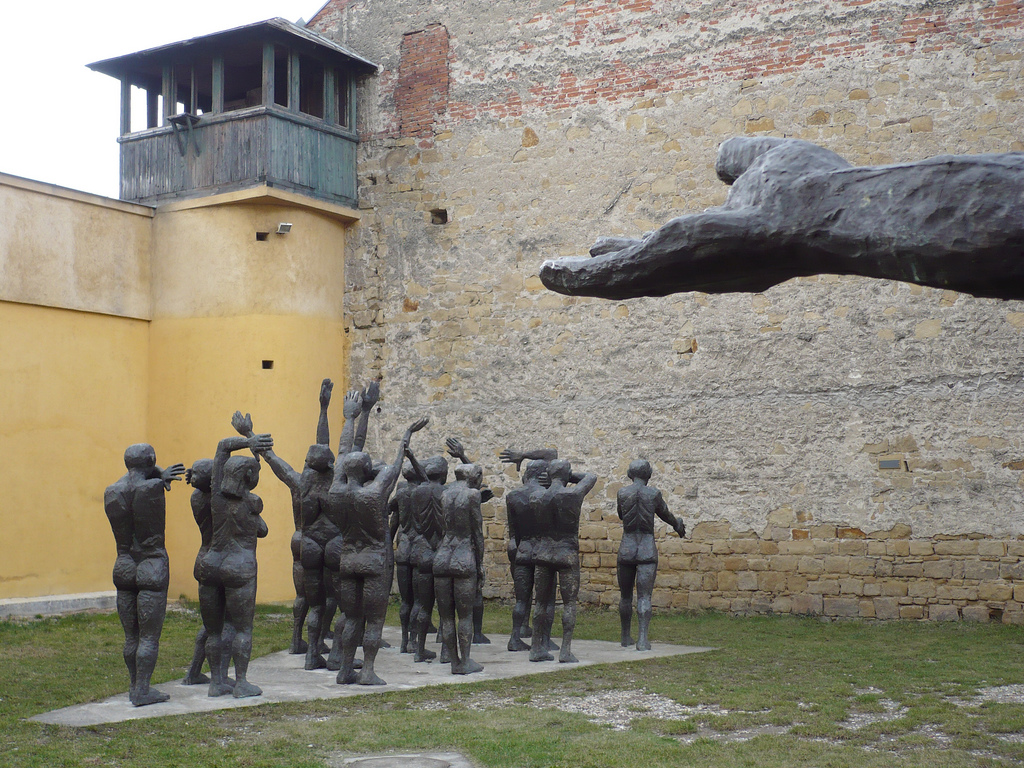
La procession des citoyens sacrifiés par le régime communiste, par Aurel I. Vlad.

Durant cette période, le PMR comptait trois factions : la "faction moscovite" ou "parachutée" menée par Ana Pauker (réputée « internationaliste » et ainsi dénommée parce que la plupart de ses membres se trouvaient à Moscou pendant la guerre, et qu'ils avaient débarqué en Roumanie à l'aéroport de Bucarest), la "faction des emprisonnés" rassemblée autour de Lucreţiu Pătrăşcanu (ainsi nommée parce que la plupart de ses membres se trouvaient en prison pendant la guerre, et réputée « idéaliste »), et la "faction sécuriste" conduite par Gheorghe Gheorghiu-Dej (lui aussi emprisonné pendant la guerre, mais adepte d'un « socialisme réaliste et national »). Après octobre 1945, les deux factions « moscovite » et « sécuriste » se sont associées pour neutraliser celle de Pătrășcanu — qualifiée de "bourgeoise" et progressivement marginalisée, celui-ci étant finalement décapité en 1948,. Au début de cette même année, la direction du PMR par la faction « moscovite », dont la plupart des membres étaient issus des minorités nationales et les classes intellectuelles, a officiellement été remise en question comme « non représentative, pas assez paysanne et ouvrière ». Une campagne de purges fut initiée par Gheorghe Gheorghiu-Dej pour « débarrasser le Parti des éléments étrangers et hostiles au prolétariat et au peuple roumain ».
En 1952, s'étant assuré du soutien de Staline, Gheorghiu-Dej sort victorieux de sa confrontation avec Ana Pauker, sa rivale « moscovite », en purgeant le Parti de Vasile Luca, de Teohari Georgescu et de leurs partisans, accusés de « déviationnisme droitier »,. Sur un total de membres d'environ un million, entre 300 000 et 465 000 membres, presque la moitié du parti, ont été exclus durant ces purges ; toutefois, seuls quelques milliers ont été accusés de trahison et envoyés en « camp de travail ».
La marginalisation et les exclusions prononcées contre Ana Pauker et ses partisans sont la version roumaine des purges staliniennes contre les communistes juifs devenus suspects de sionisme après la fondation de l'état d'Israël (1948) mais surtout après l'alignement de celui-ci sur les États-Unis plutôt que sur l'URSS dans le contexte de la guerre froide. Les juifs sont dès lors accusés, dans l'ensemble du bloc de l'Est, d'être des « cosmopolites sans racines » par exemple lors des procès de Prague en Tchécoslovaquie. Au même moment, une nouvelle constitution stalinienne est adoptée, en remplacement de celle de 1948. Gheorghiu-Dej devient Premier ministre, Petru Groza étant président de la République. Le pouvoir exécutif et la direction du PMR restent aux mains de Gheorghiu-Dej jusqu'à sa mort en 1965 (à l'exception des années 1954-1955, lorsque la direction du parti est officiellement assumée par Gheorghe Apostol).

#### Gheorghiu-Dej et ladéstalinisation
En conformité avec la ligne du XXe congrès du Parti communiste de l'Union soviétique (lors duquel Nikita Khrouchtchev initia la déstalinisation), Gheorghiu-Dej lança son offensive contre Pauker, Luca et Georgescu, accusés des « excès de zèle du parti » à la fin des années 1940 et au début des années 1950 (notamment dans le cas de la collectivisation),. Après cette purge, Gheorghiu-Dej commença à promouvoir des membres du PMR considérés comme loyaux à la « nouvelle ligne », comme Nicolae Ceaușescu, Gheorghe Stoica, Ghizela Vass, Grigore Preoteasa, Alexandru Bârlădeanu,, Ion Gheorghe Maurer, Paul Niculescu-Mizil ou Gheorghe Rădulescu; parallèlement Gheorghiu-Dej refondait la doctrine du parti sur deux bases : une « déstalinistation atténuée » (le culte de la personnalité est récusé et les staliniens doivent faire leur autocritique, mais l'héritage stalinien est assumé en reconnaissant « la contribution de Joseph Staline à la pensée marxiste-léniniste ») et « la voie propre de chaque pays socialiste vers le communisme, selon ses spécificités »,, ouvrant ainsi la porte à un élargissement de la marge de manœuvre propre de chaque membre du Comecon et du Pacte de Varsovie.
Dans ce contexte, le PMR rejeta certaines conclusions du XXe Congrès du PCUS, Gheorghiu-Dej avançant même qu'en Roumanie, la déstalinisation avait été imposée par son équipe dès 1952,. Lors d'une réunion du parti en mars 1956, deux membres du Politburo favorables aux réformes de Khrouchtchev, Miron Constantinescu et Iosif Chișinevschi, tentèrent de renverser Gheorghiu-Dej en l'associant au stalinisme roumain et en l'accusant de saboter la « nouvelle ligne » de Khrouchtchev, mais, mis en minorité par les partisans de Gheorghiu-Dej, ils furent purgés en 1957, s'auto-accusant (après un « traitement psychologique approprié ») d'être des stalinistes et d'avoir comploté avec Pauker.
En matière de politique étrangère, le PMR à la tête d'un pays membre du Pacte de Varsovie, demeura parfaitement aligné sur Moscou et continua à être un agent de répression politique : il soutint totalement la décision de Khrouchtchev d'envahir la Hongrie face à l'insurrection de Budapest en 1956, après laquelle Imre Nagy et d'autres dissidents hongrois furent emprisonnés en Roumanie,. Alors qu'ils refusaient la diffusion en Roumanie de la littérature soviétique sur la période stalinienne (comme Ilya Ehrenbourg ou Alexandre Soljenitsyne), les leaders roumains participèrent activement à la campagne contre Boris Pasternak.
Malgré la mort de Staline, le massif appareil policier dirigé par la Securitate maintint un rythme soutenu dans sa lutte contre les prétendus « ennemis du peuple ». En 1964, la direction du parti approuva toutefois une amnistie pour environ 5 700 prisonniers politiques. Cela marqua un virage dans la violence et l'ampleur de la répression, après presque vingt ans pendant lesquels le parti avait emprisonné des centaines de milliers et assassiné des dizaines de milliers de résistants, de membres des appareils d'état d'avant le communisme (armée, police, justice, corps préfectoral, cadres des administrations, universitaires, enseignants, membres du clergé, professions libérales...) mais aussi de simples citoyens suspects d'être « tièdes » ou « réticents », des paysans ou ouvriers ayant osé protester contre les abus du régime, et même des membres du parti purgés, exclus, accusés de « déviationnisme » ou d'« opportunisme »,.
Les estimations du nombre de victimes de la répression pour la période 1947/1948-1964 varient considérablement: de 160 000 ou 282 000 prisonniers politiques, à 600 000. Les principaux lieux d’emprisonnement de l'époque était le Canal Danube-Mer Noire, les prisons de Sighet, de Gherla, d'Aiud, de Pitești, et de Râmnicu Sărat ; une autre méthode de punition était la déportation dans le Bărăgan,. Le nombre total de victimes officiellement reconnues du régime durant ses 45 ans de pouvoir est beaucoup plus élevé et dépasse les 2 millions de personnes,,.

#### Gheorghiu-Dej et la «voie nationale vers le socialisme»
Tout en restant strictement fidèle au pacte de Varsovie et au CAEM, le PMR teinta ses discours et sa politique d'un nationalisme de façade, notamment lors de l'appel de Gheorghiu-Dej pour l'indépendance économique du pays,. Khrouchtchev autorisa Constantinescu à dissoudre les SovRoms en 1954, suivie par la fermeture des entreprises soviéto-roumaines telles que Editura Cartea Rusă à la fin des années 1950,. L'industrialisation du pays conduite par le PMR — illustrée par le complexe métallurgique de Galați, tout en soulignant l'indépendance décisionnelle du pays, le rendait dépendant des importations de fer soviétique.

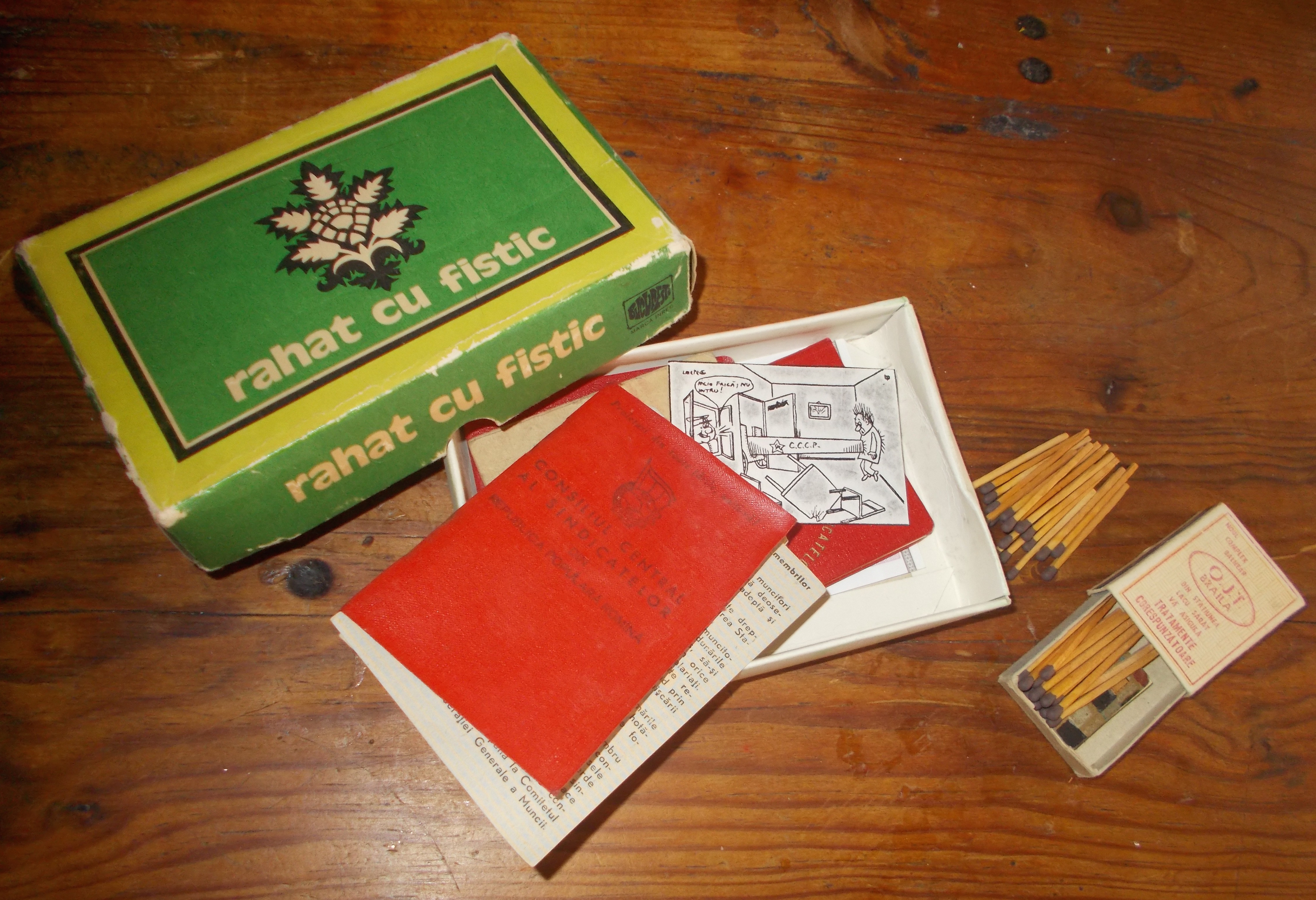
Samizdats de la période national-communiste dans des boîtes de loukoums (caricatures anonymes dans un carnet syndical) et d'allumettes (petit livre interdit sous les allumettes). Dans la caricature visible, l'officier soviétique, à la fenêtre, dit au roumain ne crains rien, je n'entrerai pas.

En 1957, avec le soutien du Parti communiste chinois, Gheorghiu-Dej convinquit les soviétiques de retirer leurs troupes du sol roumain. Au début de l'année 1956, l'appareil politique roumain se réconcilia avec Josip Broz Tito, ce qui mena à toute une série de projets économiques communs (dont le point culminant fut la construction d'un barrage dans les Portes de Fer,. À la suite des ruptures sino-soviétique à la fin des années 1950 et albano-soviétique en 1961, la Roumanie maintint ses relations diplomatiques tant avec la république populaire de Chine, qu'avec l'Albanie communiste,. Les médias roumains furent les seuls parmi les médias des pays du Pacte de Varsovie à faire état des critiques chinoises sur le leadership soviétique, ; en retour, les officiels chinois complimentèrent le nationalisme roumain en soutenant l'idée que la Bessarabie était une victime traditionnelle de l'impérialisme russe.
En 1964, le régime communiste roumain donna une sèche réponse au Plan Valev, un projet soviétique d'unités économiques transnationales, dans lequel la Roumanie devait fournir les produits agricoles,, (le PMR déclara: "Il n'y a pas et ne doit pas y avoir un parti "parent" et un parti "fils" ou un parti «supérieur» et un parti «subordonné» "). Plusieurs autres mesures prises cette année-là représentèrent un changement radical : après le soutien apporté par Gheorghiu-Dej à Andrei Oțetea pour la publication de textes russophobes écrits par Karl Marx,, le PMR lui-même prit position contre les principes khrouchtcheviens en affirmant, en avril, son engagement en faveur d'une "voie nationale" vers le communisme.
Ces prémices d'une politique « national-communiste » n'empêchaient pas le maintien d'un régime de type stalinien toujours aussi répressif,. Même si quelques cercles intellectuels s'en félicitèrent, et même si une bien modeste libéralisation économique (avec l'autorisation des micro-entreprises et des artisans de 1965 à 1972) atténua, pendant quelques années, la pénurie généralisée.
Un aspect particulier de cette orientation « nationale-communiste », dont Gheorghiu-Dej posa les bases dès 1954 et que Nicolae Ceaușescu développa par la suite, est d'ordre universitaire : c'est la réécriture de l'histoire, avec des positions conformes d'une part aux thèses communistes (avec une critique systématique des régimes parlementaires précédents et la présentation du fascisme comme leur seul aboutissement possible) et d'autre part aux thèses nationalistes (avec le développement d'un protochronisme outrancier, exacerbant tout ce qui est autochtone et minimisant tout apport extérieur, sauf aux débuts du régime, lorsque l'apport slave venu de Russie fut au contraire magnifié avant d'être à son tour nié),,,.

### Parti communiste roumain (1965-1989)

#### Ère Ceaușescu

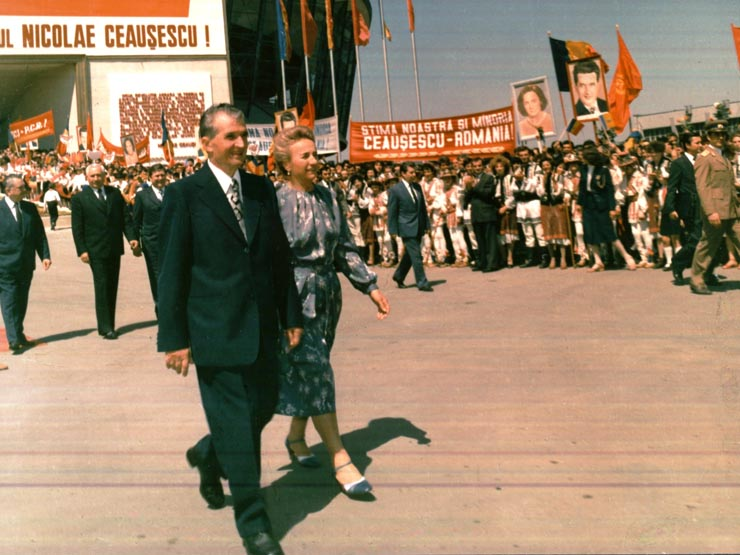
Elena et Nicolae Ceaușescu, le couple dirigeant de la république socialiste de Roumanie, objet d'un culte de la personnalité qui augmente avec les années.

Gheorghiu-Dej décède en mars 1965 et a pour successeur une direction collective constituée de Nicolae Ceaușescu comme secrétaire général, Chivu Stoica comme président, et Ion Gheorghe Maurer comme Premier ministre. Ceaușescu écarta du gouvernement des rivaux potentiels comme Alexandru Drăghici, certains étant exclus du parti. Il cumula les fonctions jusqu'à avoir le comité central entièrement sous son contrôle en 1969.
En 1965, Ceaușescu déclara que la Roumanie n'était plus une « république populaire » mais une république socialiste, changement d'intitulés voulant indiquer que la Roumanie, suivant le schéma marxiste-léniniste de l'évolution politique des sociétés, avait franchi, dans la « construction du socialisme », l'étape qui en faisait un État capable d'élaborer sa « propre forme de socialisme ».
Concrètement, Ceaușescu développa ce que Catherine Durandin appelle le « national-communisme », un mélange de marxisme-léninisme et de nationalisme protochroniste dans lequel l'idéologie officielle est partiellement « roumanisée » et « dérussifiée » au point que l'Union soviétique n'est plus présentée comme la seule force ayant libéré la Roumanie du fascisme et que l'appartenance de la Moldavie soviétique à la sphère historique, linguistique et culturelle roumaine est ouvertement affirmée. En 1968, le gouvernement Ceaușescu s'oppose à l'invasion soviétique de la Tchécoslovaquie (Printemps de Prague) et chercha même l'alliance avec Josip Broz Tito, le dirigeant non conformiste de la Yougoslavie. Le peuple espère alors l'adoption d'un « socialisme à visage humain » et de l'autogestion à la Yougoslave (avec possibilité d'aller travailler à l'étranger), mais la répression du « Printemps de Prague » fit craindre aux dirigeants roumains une « normalisation » à leur détriment, et c'est pourquoi dès 1969 ils procédèrent à un revirement politique à 180°,.
Début 1971, après son voyage en Corée du Nord, Ceaușescu développa autour de lui et de son épouse un culte de la personnalité inspiré de celui de Kim Il-sung, et lança sa propre version de la révolution culturelle chinoise. Il intensifia la répression politique en Roumanie, jusqu'à ce que lui et son parti fussent renversés à la « Libération de 1989 ». Peu après, Ceaușescu et son épouse furent exécutés au terme d'une procédure expéditive qu'ils avaient eux-mêmes conçue pour les « dissidents », et le Parti communiste fut dissous pendant un an.

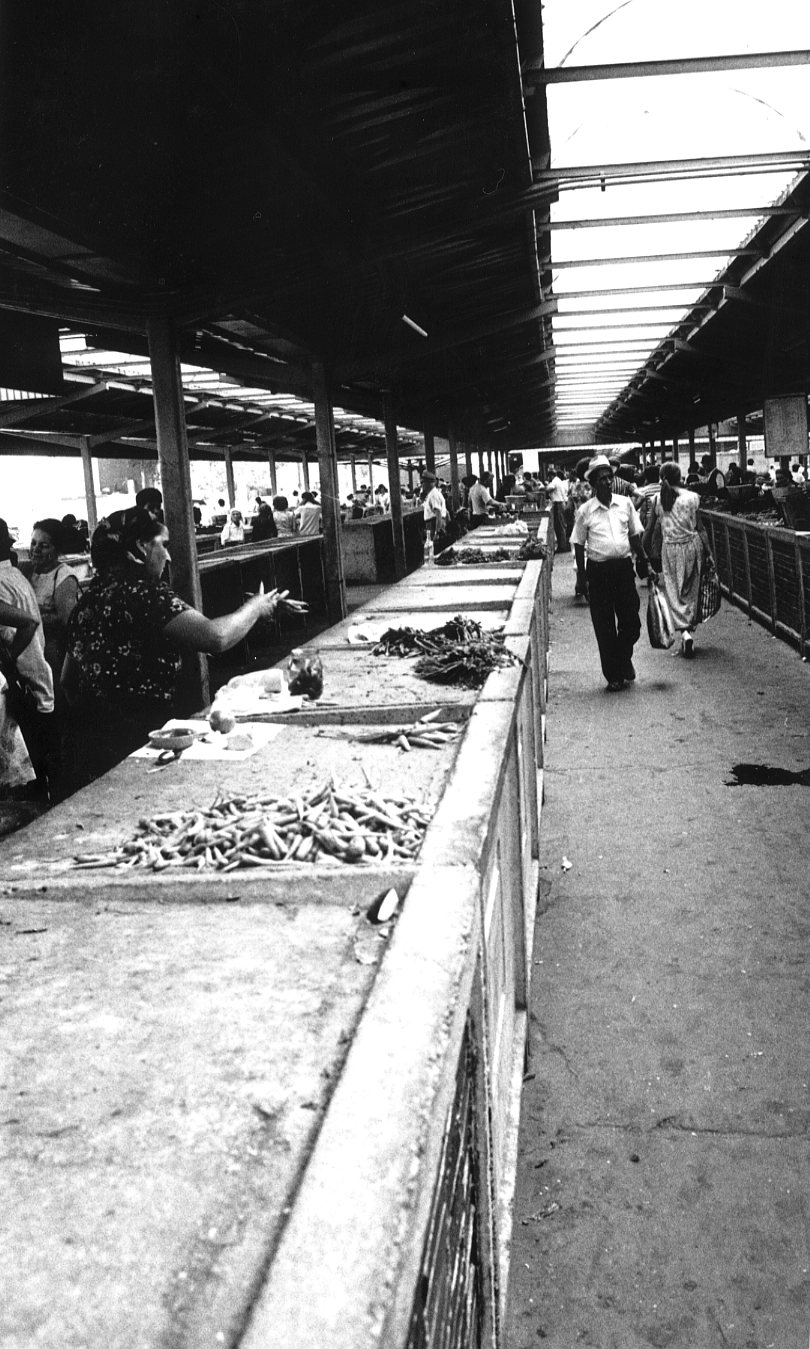
Obor, principal marché de Bucarest dans les années 1980.
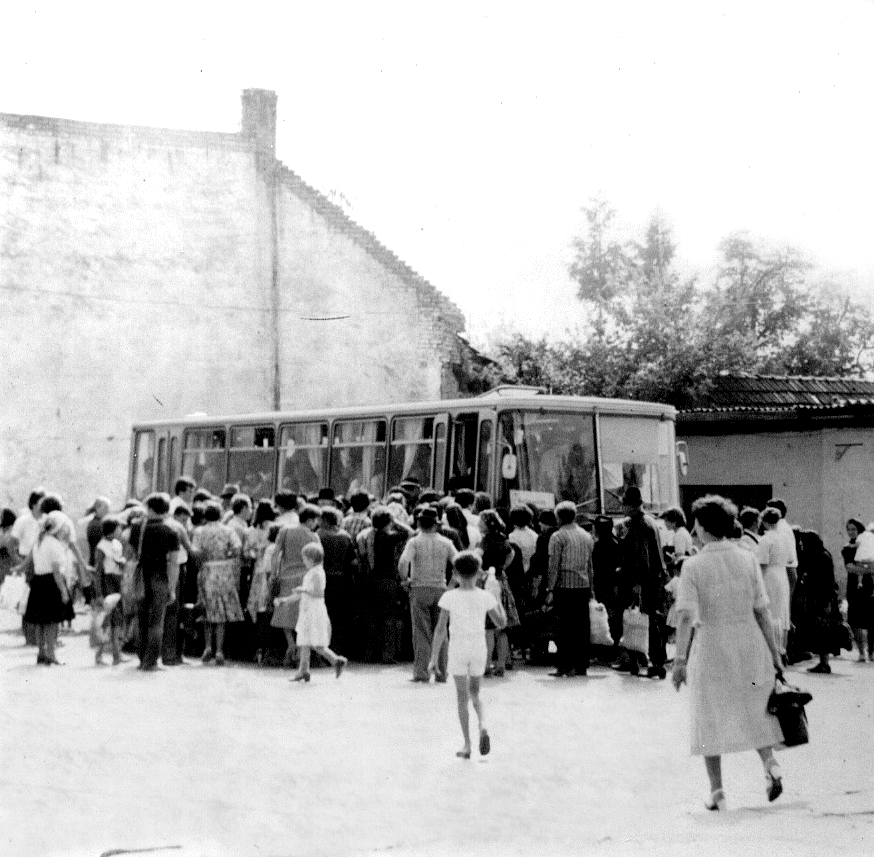
Dans les années 1980, la pénurie d'énergie et de carburant rendent les transports en commun rares et difficilement accessibles.
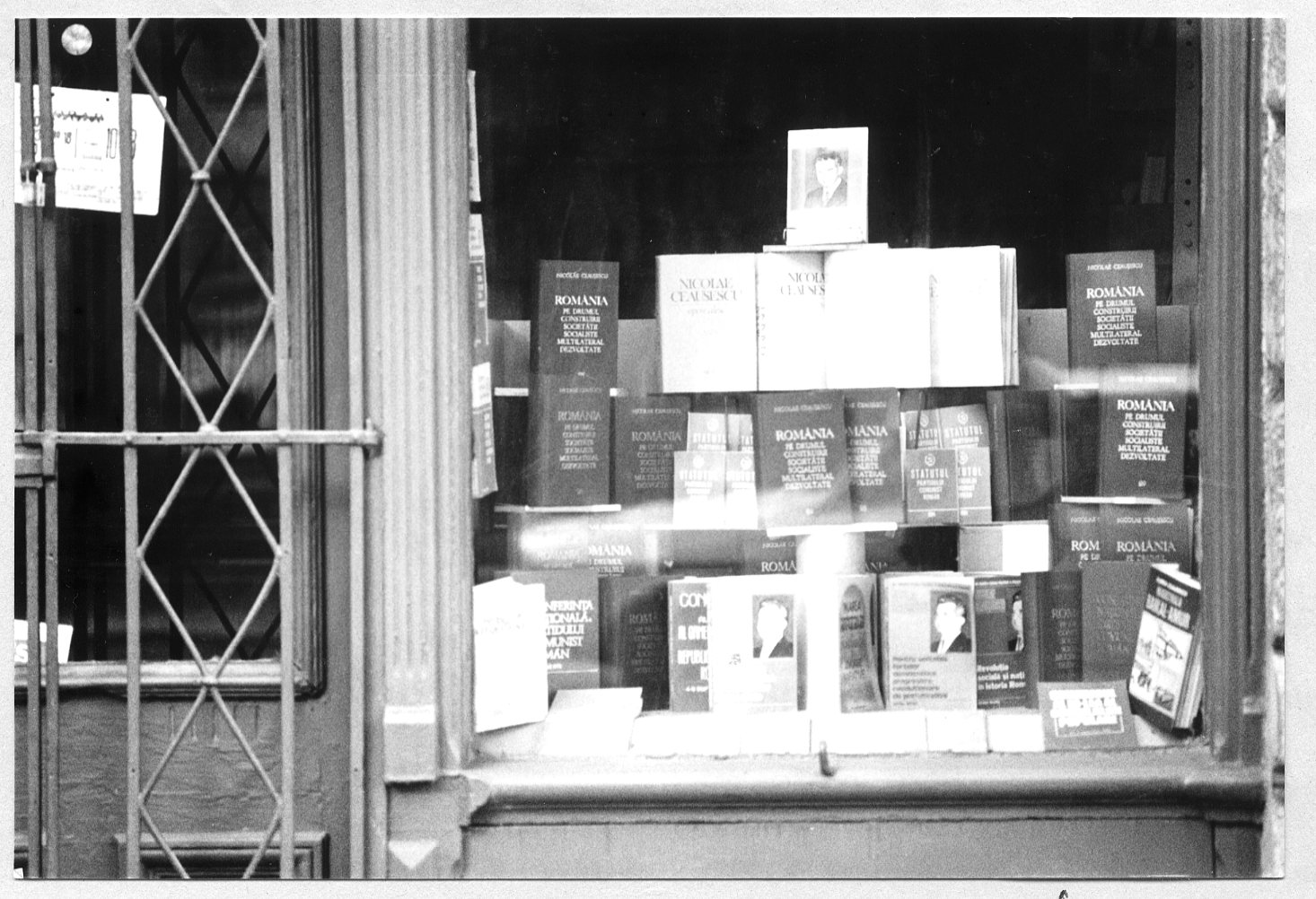
Seuls les ouvrages signés Ceaușescu remplissent les vitrines des librairies dans les années 1980.
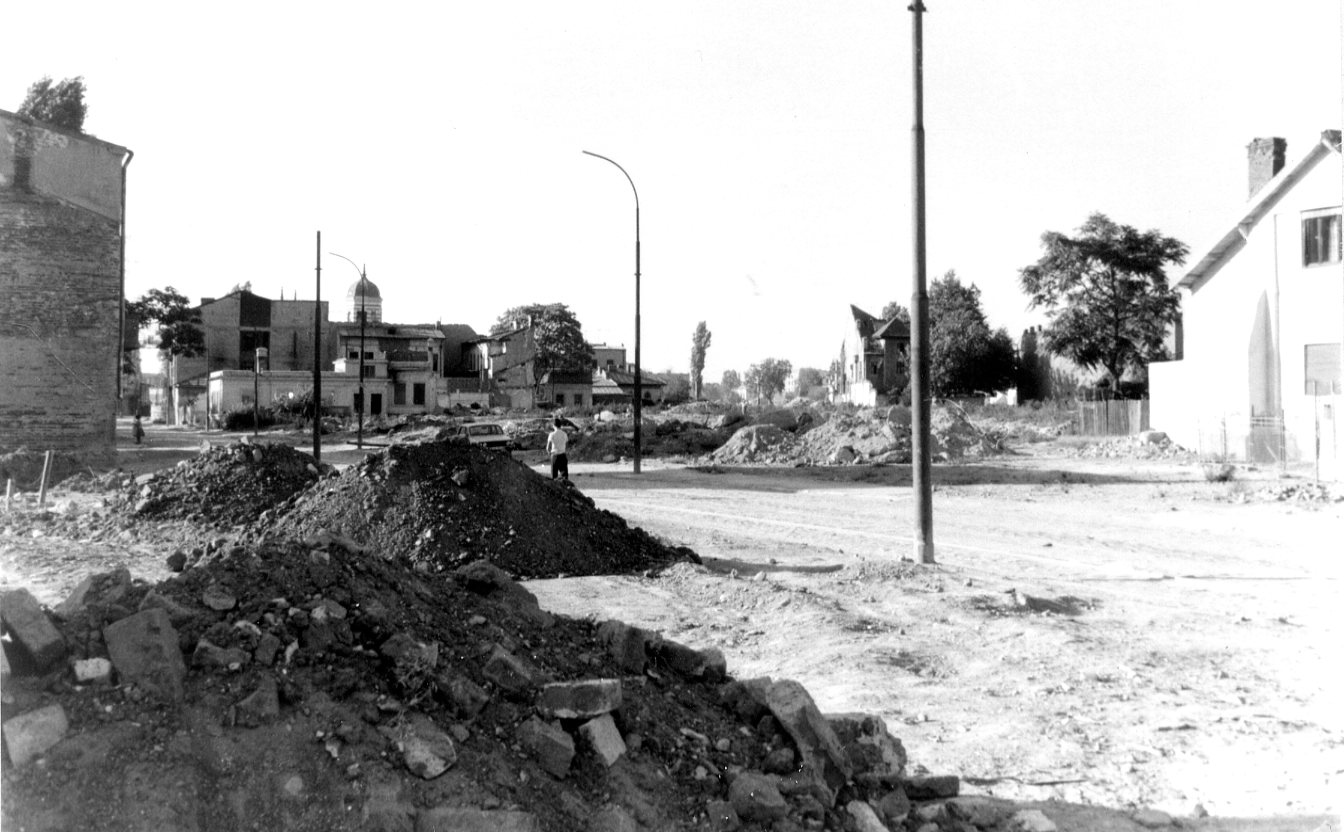
Dans les années 1980, la politique de systématisation du territoire se traduit par 320 000 expulsions, la démolition de quartiers historiques entiers, et environ 3 000 morts par froid et carences.

## Membres
Après la Seconde Guerre mondiale, le parti a rapidement attiré de nouveaux membres, jusqu'à en avoir plus d'un million en 1948, modifiant par la même occasion la composition ethnique du parti. Alors qu'au même moment Joseph Staline menait des purges antisémites en URSS, et que resurgissait le chauvinisme roumain, les minorités ethniques et en particularité les Juifs, ont été marginalisées au sein du parti - surtout après 1952 et la purge d'Ana Pauker et de près de la moitié du parti, considérés pour certains comme des partisans de l'ancien Parti social-démocrate. Nombre de membres du parti issus de minorités ethniques (surtout des Hongrois et des Juifs, qui étaient nombreux au sein de la faction moscovite) ont été déchus de leurs fonctions durant les purges.
En 1950, le parti revendiquait le fait que 64 % de ses positions dirigeantes étaient occupées par des membres issus de la classe ouvrière. En 1962, une simplification du processus d'adhésion au parti a conduit à une hausse de 22 % du nombre de ses membres, celui-ci atteignant 1 100 000.
Lorsque le Parti ouvrier roumain est devenu le Parti communiste roumain en 1965, il avait, selon certaines sources, 1 450 000 membres, 8 % de la population, dont 44 % étaient des ouvriers, 34 % des paysans, 10 % des intellectuels et 12 % appartenaient à d'autres catégories. En 1988, le pourcentage d'ouvriers a atteint 55 %, alors que le pourcentage de paysans a chuté à 15 %. En 1971, le parti avait 2,1 millions de membres, et en comptait même 3 millions lors du 12 Congrès du parti en 1979. En 1988, une estimation de 3,7 millions de membres a été données, signifiant que 23 % de la population adulte roumaine était membre du parti
En 1984, la composition suivante du parti a été annoncée : 90 % de Roumains, 7 % de Hongrois, moins de 1 % d'Allemands et 2 % de personnes d'autres nationalités, soit environ les proportions de la population roumaine à cette époque.

## Organisation
Officiellement, comme dans le cas des autres Partis communistes, l'organe suprême du Parti communiste roumain et de ses prédécesseurs était le Congrès, qui se tenait une fois tous les cinq ans, avec un délégué pour mille membres. Le Congrès du parti élisait le Comité central et le secrétaire général, et adoptait également le programme du parti.
Le Comité central était l'organe le plus important entre chaque congrès. En 1984, le Comité central était composé de 265 membres de plein droit et de 181 membres candidats. Il était responsable de la mise en application des décisions du Congrès et de la gestion des activités du parti, et était normalement élu pour quatre ans.
En 1974 le Presidium du Comité central (nommé dans les faits « Politburo »), qui était élu par le Comité central, fut remplacé par un nouvel organe, le Bureau politique permanent exécutif, élu théoriquement par le Comité central, mais dans les faits nommé par le secrétaire général.
Dans les faits, il n'y avait que très peu de différences entre le parti et le gouvernement. Le Bureau permanent était l'organe le plus important dans le parti, et avait cinq membres lors de sa création en 1974, avant d'en compter quinze en 1979. En 1984 il fut réduit à huit membres, dont Nicolae et Elena Ceaușescu. En 1988, il comptait huit membres, principalement les Ceaușescu et leurs alliés les plus proches. Le Secrétariat était l'organe administratif du parti et dans les faits suivait les ordres du Bureau permanent.
Les unités de base du parti étaient les groupes locaux dans les entreprises, les coopératives, les groupes de militaires et de policiers et tout autre lieu de travail. Il y avait 64 200 unités de ce type en 1980, comptant de quelques membres seulement à plusieurs centaines. Ces unités dépendaient des comités municipaux du parti, qui avaient leur propre premier secrétaire, vice-secrétaires et autres officiels, et élisaient théoriquement des représentants aux instances régionales, puis nationales du parti. Le PCR contrôlait directement la vie économique du pays grâce à ses commissions locales et nationales.

## Congrès du parti
| Nom. Période          | Lieu                      |
| --------------------- | ------------------------- |
| Ier (mai 1921)        | Bucarest                  |
| IIe (octobre 1922)    | Ploiești                  |
| IIIe (août 1924)      | Vienne                    |
| IVe (juillet 1928)    | Kharkiv                   |
| Ve (décembre 1931)    | Gorikovo (près de Moscou) |
| VIe (février 1948)    | Bucarest                  |
| VIIe (décembre 1955)  | Bucarest                  |
| VIIIe (juin 1960)     | Bucarest                  |
| IXe (juillet 1965)    | Bucarest                  |
| Xe (août 1969)        | Bucarest                  |
| XIe (novembre 1974)   | Bucarest                  |
| XIIe (novembre 1979)  | Bucarest                  |
| XIIIe (novembre 1984) | Bucarest                  |
| XIVe (novembre 1989)  | Bucarest                  |

## Secrétaires généraux
| Gheorghe Cristescu                 | 1921-1924 |
| Elek Köblös (en)                   | 1924-1927 |
| Vitali Holostenco (en)             | 1927-1931 |
| Alexander Danieliuk-Stefanski (en) | 1931-1936 |
| Boris Stefanov (en)                | 1936-1940 |
| Ștefan Foriș                       | 1940-1944 |
| Gheorghe Gheorghiu-Dej             | 1944-1954 |
| Gheorghe Apostol                   | 1954-1955 |
| Gheorghe Gheorghiu-Dej             | 1955-1965 |
| Nicolae Ceaușescu                  | 1965-1989 |

## Crimes

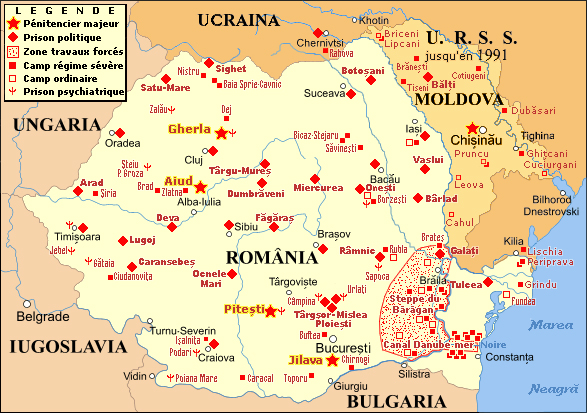
Réseau de prisons et de camps en Roumanie et RSS moldave (1945-1989).

Après la Libération, un grand nombre d’ouvrages historiques parut, dévoilant au grand jour les crimes de ce régime ; en outre, un « Mémorial de la Résistance et des victimes du communisme » a été fondé en 1993 par d’anciens dissidents à Sighet. Ces travaux ont préparé la reconnaissance officielle de 2006, qui impute au régime 2.215.000 victimes en 45 ans soit environ 10 % de la population.

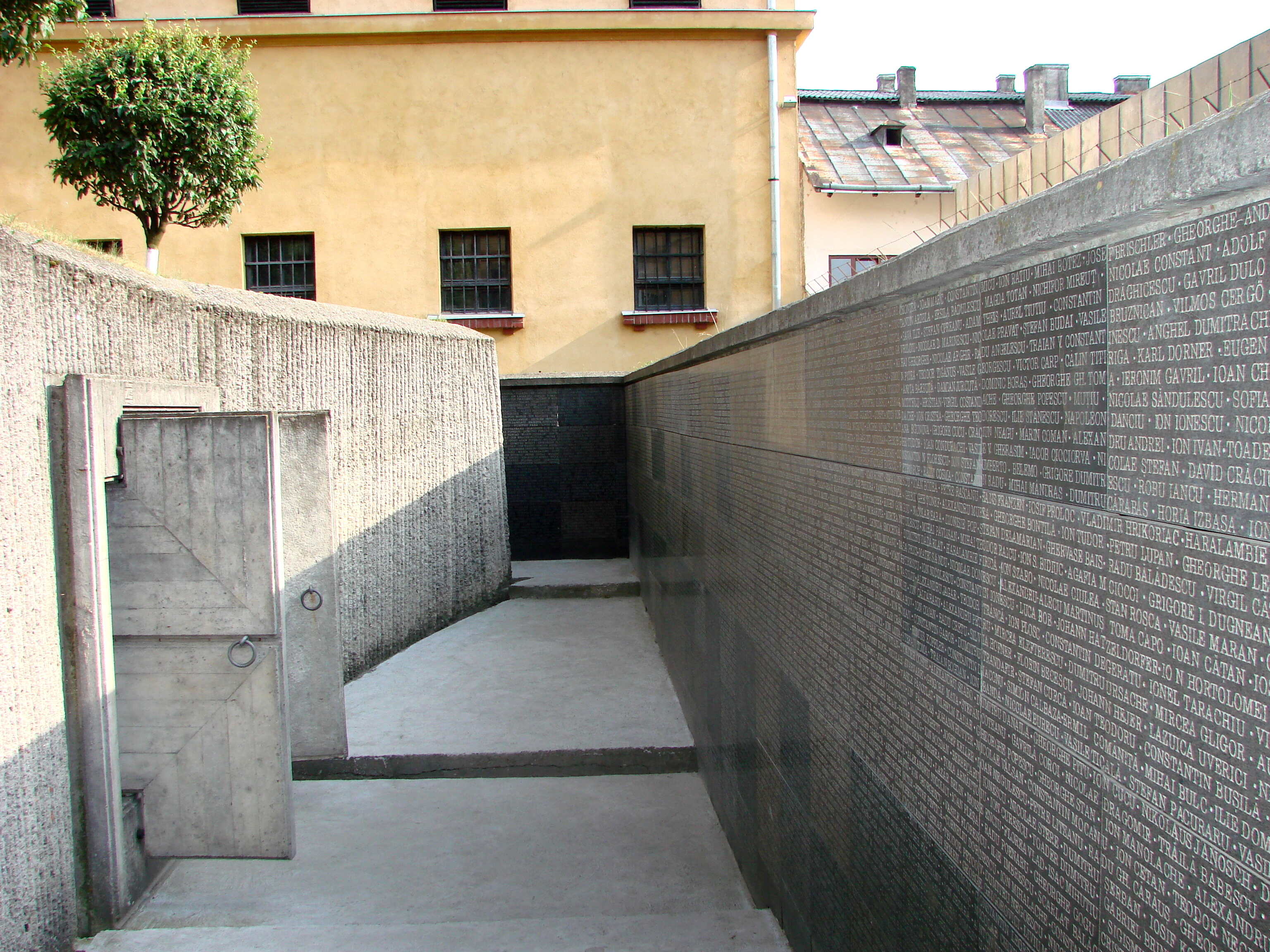
Le mémorial aux deux millions de victimes recensées du régime communiste en Roumanie, à Sighetu Marmației, dans la même rue que celui des victimes de la Shoah.

La « Commission historique d'investigation et d'analyse des crimes du régime communiste » coordonnée par Vladimir Tismăneanu (en) et mise en place en 2005 a rendu ses conclusions en 2007 : elle impute au régime 2 215 000 victimes en 45 ans soit environ 10 % de la population, en tenant compte non seulement des morts directement dues à la répression (exécutions, morts en détention pour motifs politiques) mais aussi de celles dues à la pénurie institutionnalisée, aux disettes provoquées par les réquisitions, au manque d'énergie et donc de chauffage, au manque de sécurité dans le travail, à l'emploi massif des prisonniers pour les travaux dangereux et de grande envergure, et au manque de soins aux plus faibles dû à l'indigence des fournitures médicales et pharmaceutiques,.
La dictature se réclamant du communisme et autoproclamée « démocratie populaire », qu’a exercée entre le 6 mars 1945 et le 22 décembre 1989 le Parti communiste roumain, a été reconnue en 2004 par le Parlement roumain comme « génocidaire », ayant « conçu et mis en œuvre un plan concerté et prémédité d’extermination sous prétexte de lutte des classes et de praxis révolutionnaire ». Avec la grande famine ukrainienne des années 1930, c’est le seul cas de reconnaissance juridique officielle d’un crime de masse commis sur critères « politiques » et « sociaux » comme « génocide » (même le Goulag, le Laogai ou le génocide cambodgien ne sont pas juridiquement reconnus comme génocides, car la définition internationalement reconnue pour un génocide postule qu’il ait été commis exclusivement sur critères « nationaux, ethniques, raciaux ou religieux »).
Mais c’est dès les semaines qui ont suivi la Libération de 1989 que les hommes politiques ayant alors pris le pouvoir, tels Ion Iliescu ou Petre Roman eux-mêmes communistes un mois auparavant, ont lancé à la télévision des slogans comme « à bas le communisme », « combattons pour notre liberté », « nous voulons une société pluraliste » ou « à bas le Parti communiste » (qui a d’ailleurs été dissout durant un an : 95 % de ses membres détruisirent leurs cartes, tandis qu’environ 150 000 rejoignirent d’autres partis, notamment le Front de salut national devenu Parti social-démocrate; une minorité d’anciens membres constitua en novembre 1990 un Parti socialiste du travail, devenu en 2003 l’Alliance socialiste qui reprit en 2010 le nom de Parti communiste roumain).
Ce rapport de 660 pages de la « Commission historique d'investigation et d'analyse des crimes du régime communiste » commence par une citation de Jules Michelet à propos de la Révolution française et se présente comme un « premier pas vers une analyse historique plus exhaustive de la période communiste ». Il a suscité des controverses tant en Roumanie qu’à l’étranger. Hors-frontières, de nombreux historiens et juristes ont critiqué l’entorse faite par la Roumanie (comme par l’Ukraine) au principe selon lequel seuls des critères « nationaux, ethniques, raciaux ou religieux » définissent un « génocide », à l’exemple du génocide arménien, de la Shoah ou de la Porajmos. En Roumanie même, les leaders anciennement communistes, devenus nationalistes comme Adrian Păunescu ou Corneliu Vadim Tudor (président du parti d'extrême-droite PRM), ont invectivé à la télévision Vladimir Tismăneanu ou fait siffler dans l’enceinte du parlement le président Traian Băsescu pour avoir approuvé ces travaux.
Ils ont tenté de discréditer le rapport, qualifié de « ridicule, plein d’erreurs culturelles et historiques » et critiqué pour avoir comptabilisé non seulement les 975 000 victimes directement dues à la répression (détention, tortures, exécutions), mais aussi celles dues à l’indigence des familles des détenus politiques (privées de toute ressource y compris les retraites), à la pénurie institutionnalisée dont souffrait une grande partie de la population, aux disettes provoquées par les réquisitions, au manque d’énergie et donc de chauffage, au manque de sécurité dans le travail, à l’emploi massif des prisonniers pour les travaux dangereux et de grande envergure, et au manque de soins aux plus faibles de par l’insuffisance des fournitures médicales et pharmaceutiques.
« J'ai trouvé dans ce rapport les raisons pour lesquelles je peux condamner, au nom d’un État démocratique, le régime communiste en Roumanie où d’anciens dignitaires communistes occupent toujours des positions importantes dans la politique, les affaires et les médias » a déclaré au parlement le président Traian Băsescu (proche des libéraux) sous les sifflets et les huées de l’opposition socialiste et nationaliste.

## Mémoire dans l'opinion en 2006
À la même date (décembre 2006, soit 16 ans après la fin du régime communiste), la Fondation pour une Société ouverte avait publié un sondage indiquant que les Roumains considèrent le communisme réel, tel que le pays l'a connu, comme :
- 12 % - une bonne idée aux conséquences globalement positives ;
- 41 % - une bonne idée mal appliquée aux conséquences globalement négatives ;
- 34 % - une mauvaise idée aux mauvaises conséquences ;
- 13 % - autre chose ou ne sait pas.